# Головицкие
Головицкие (бел. Галавіцкія) — деревня в Берёзовском районе Брестской области Беларуси. Входит в состав Стригинского сельсовета.

## География
Деревня находится в центральной части Брестской области, на левом берегу реки Ясельды, к западу от озера Белого, на расстоянии приблизительно 8 километров (по прямой) к юго-востоку от города Берёза, административного центра района. Абсолютная высота — 141 метр над уровнем моря. Площадь населённого пункта — 0,8069 км².

## История
По состоянию на 1905 год, в Головицком проживало 242 человека. В административном отношении деревня входила в состав Песковской волости Слонимского уезда Гродненской губернии.
Согласно Рижскому мирному договору (1921), деревня вошла в состав межвоенной Польши. Входила в состав гмины Пески Косовского повета Полесского воеводства Польши. В 1921 году числилось 297 жителей, проживавших в 50 домах. В этническом составе населения того периода белорусы составляли 100 %.
С 1939 года в БССР, с 1940 года деревня в составе Совинского сельсовета.

## Население
По данным переписи 2019 года, в деревне проживало 42 человека.
| Год  | Население, человек |
| ---- | ------------------ |
| 1905 | 242                |
| 1921 | ↗ 297              |
| 2009 | ↘ 69               |
| 2019 | ↘ 42               |